# Чемпіонат Європи із шахів
Чемпіонат Європи із шахів — індивідуальний шаховий турнір, який проводить Європейським шаховим союзом з 2000 року. Крім титулу чемпіона Європи, на турнірі також розігруються путівки на кубок світу ФІДЕ.
Турнір проводиться окремо для чоловіків і для жінок за швейцарською системою з різною кількістю учасників. Єдиним винятком був перший жіночий чемпіонат у 2000 році, який був проведений за правилами нокаут-турнірів. Як і у всіх шахових змаганнях, чоловічий турнір насправді є відкритим, в якому можуть брати участь гравці жіночої статі, але не навпаки. У 2002 році Юдіт Полгар в відкритому турнірі посіла 4 місце поступившись в додатковому матчі за 3-є місце Зурабу Азмайпарашвілі, а 2011 року Полгар виграла бронзову медаль.

## Неофіційний чемпіонат Європи
Першим неофіційним чемпіонатом Європи вважають турнір, що відбувся в Мюнхені з 14 по 26 вересня 1942 року та організований президентом Німецького шахового союзу (нім. Grossdeutscher Schachbund) Ерхардтом Постом (нім. Ерхардт Post). В турнірі не змогли взяти участь шахісти країн, які воювали з Німеччиною в той час в Другій світовій війні, а також єврейські шахісти. Цей турнір був простою маніфестацією нацистської пропаганди і його ніколи офіційно не визнавали першістю Європи. Набравши 8½ з 11 можливих очок (+7-1=3), переможцем турніру став чемпіон світу Олександр Алехін, який представляв на той час Францію.
| #  | Шахіст                | Країна                         | 1 | 2 | 3 | 4 | 5 | 6 | 7 | 8 | 9 | 10 | 11 | 12 | Очки |
| 1  | Олександр Алехін      | Франція                        | x | 1 | ½ | ½ | 1 | 1 | 1 | 0 | 1 | ½  | 1  | 1  | 8½   |
| 2  | Пауль Керес           | Естонія                        | 0 | x | 1 | ½ | 0 | 1 | ½ | 1 | ½ | 1  | 1  | 1  | 7½   |
| 3  | Ян Фолтис             | Протекторат Богемії та Моравії | ½ | 0 | x | 1 | ½ | 1 | 0 | ½ | 1 | 1  | ½  | 1  | 7    |
| 4  | Юхим Боголюбов        | Третій Рейх                    | ½ | ½ | 0 | x | 1 | 0 | 1 | 1 | ½ | 1  | ½  | 1  | 7    |
| 5  | Курт Ріхтер           | Третій Рейх                    | 0 | 1 | ½ | 0 | x | ½ | ½ | 1 | ½ | 1  | 1  | 1  | 7    |
| 6  | Гедеон Барца          | Угорщина                       | 0 | 0 | 0 | 1 | ½ | x | ½ | 0 | 1 | ½  | 1  | 1  | 5½   |
| 7  | Клаус Юнге            | Третій Рейх                    | 0 | ½ | 1 | 0 | ½ | ½ | x | 1 | ½ | 0  | 0  | 1  | 5    |
| 8  | Людвіг Рельштаб       | Третій Рейх                    | 1 | 0 | ½ | 0 | 0 | 1 | 0 | x | 0 | ½  | 1  | ½  | 4½   |
| 9  | Єста Штольц           | Швеція                         | 0 | ½ | 0 | ½ | ½ | 0 | ½ | 1 | x | 0  | 0  | 1  | 4    |
| 10 | Іван Владимир Рогачек | Перша словацька республіка     | ½ | 0 | 0 | 0 | 0 | ½ | 1 | ½ | 1 | x  | ½  | 0  | 4    |
| 11 | Маріо Наполітано      | Королівство Італія             | 0 | 0 | ½ | ½ | 0 | 0 | 1 | 0 | 1 | ½  | x  | 0  | 3½   |
| 12 | Браслав Рабар         | Хорватія                       | 0 | 0 | 0 | 0 | 0 | 0 | 0 | ½ | 0 | 1  | 1  | x  | 2½   |

## Призери чемпіонатів Європи

### Чоловіки
| №  | Рік  | Місто             | Золото               | Срібло              | Бронза               | К-ть учасників | Турів |
| -- | ---- | ----------------- | -------------------- | ------------------- | -------------------- | -------------- | ----- |
| 1  | 2000 | Сен-Венсан        | Павло Трегубов       | Олексій Александров | Томаш Марковський    | 120            | 11    |
| 2  | 2001 | Охрид             | Еміль Сутовський     | Руслан Пономарьов   | Зураб Азмайпарашвілі | 203            | 13    |
| 3  | 2002 | Батумі            | Бартоломей Мацея     | Михайло Гуревич     | Сергій Волков        | 101            | 13    |
| 4  | 2003 | Стамбул           | Зураб Азмайпарашвілі | Володимир Малахов   | Олександр Граф       | 207            | 13    |
| 5  | 2004 | Анталія           | Василь Іванчук       | Предраг Ніколич     | Левон Аронян         | 74             | 13    |
| 6  | 2005 | Варшава           | Лівіу-Дітер Нісіпяну | Теймур Раджабов     | Левон Аронян         | 229            | 13    |
| 7  | 2006 | Кушадаси          | Зденко Кожул         | Василь Іванчук      | Кіріл Георгієв       | 138            | 11    |
| 8  | 2007 | Дрезден           | Владислав Ткачов     | Еміль Сутовський    | Дмитро Яковенко      | 403            | 11    |
| 9  | 2008 | Пловдив           | Сергій Тівяков       | Сергій Мовсесян     | Сергій Волков        | 323            | 11    |
| 10 | 2009 | Будва             | Євген Томашевський   | Володимир Малахов   | Баадур Джобава       | 306            | 11    |
| 11 | 2010 | Рієка             | Ян Непомнящий        | Баадур Джобава      | Артьом Тімофєєв      | 406            | 11    |
| 12 | 2011 | Екс-ле-Бен        | Володимир Поткін     | Радослав Войташек   | Юдіт Полгар          | 407            | 11    |
| 13 | 2012 | Пловдив           | Дмитро Яковенко      | Лоран Фрессіне      | Володимир Малахов    | 348            | 11    |
| 14 | 2013 | Легниця           | Олександр Моїсеєнко  | Євген Алексєєв      | Євген Романов        | 286            | 11    |
| 15 | 2014 | Єреван            | Олександр Мотильов   | Давід Антон Гіхарро | Володимир Федосєєв   | 258            | 11    |
| 16 | 2015 | Єрусалим          | Євген Наєр           | Давид Навара        | Матеуш Бартель       | 250            | 11    |
| 17 | 2016 | Джяковиця         | Ернесто Інаркієв     | Ігор Коваленко      | Баадур Джобава       | 245            | 11    |
| 18 | 2017 | Мінськ            | Максим Матлаков      | Баадур Джобава      | Володимир Федосєєв   | 397            | 11    |
| 19 | 2018 | Батумі            | Іван Шаріч           | Радослав Войташек   | Санан Сюгіров        | 302            | 11    |
| 20 | 2019 | Скоп'є            | Владислав Артєм'єв   | Нільс Гранделіус    | Кацпер Пьорун        | 358            | 11    |
| 21 | 2021 | Рейк'явік         | Антон Демченко       | Вінсент Кеймер      | Олексій Сарана       | 180            | 11    |
| 22 | 2022 | Брежиці           | Маттіас Блюбаум      | Габріел Саркісян    | Іван Шаріч           | 317            | 11    |
| 23 | 2023 | Врнячка-Баня      | Олексій Сарана       | Кирило Шевченко     | Даніел Дарда         | 484            | 11    |
| 24 | 2024 | Петроваць на Мору | Александар Інджич    | Даніел Дарда        | Фредерік Сване       | 388            | 11    |

### Жінки
| №  | Рік  | Місто             | Золото                   | Срібло               | Бронза                           | К-ть учасників | Турів |
| -- | ---- | ----------------- | ------------------------ | -------------------- | -------------------------------- | -------------- | ----- |
| 1  | 2000 | Батумі            | Наталія Жукова           | Катерина Ковалевська | Майя Чібурданідзе Тетяна Степова | 32             | К.О.  |
| 2  | 2001 | Варшава           | Ельміра Скрипченко-Лотье | Катерина Ковалевська | Кетеван Арахамія-Грант           | 157            | 11    |
| 3  | 2002 | Варна             | Антоанета Стефанова      | Ліліт Мкртчян        | Аліса Галлямова                  | 114            | 11    |
| 4  | 2003 | Стамбул           | Піа Крамлінг             | Вікторія Чміліте     | Тетяна Косинцева                 | 113            | 11    |
| 5  | 2004 | Дрезден           | Олександра Костенюк      | Пен Чжаоцінь         | Антоанета Стефанова              | 108            | 12    |
| 6  | 2005 | Кишинів           | Катерина Лагно           | Надія Косинцева      | Олена Дембо                      | 164            | 12    |
| 7  | 2006 | Кушадаси          | Катерина Аталик          | Теа Босбум-Ланчава   | Ліліт Мкртчян                    | 96             | 11    |
| 8  | 2007 | Дрезден           | Тетяна Косинцева         | Антоанета Стефанова  | Надія Косинцева                  | 150            | 11    |
| 9  | 2008 | Пловдив           | Катерина Лагно           | Вікторія Чміліте     | Анна Ушеніна                     | 157            | 11    |
| 10 | 2009 | Санкт-Петербург   | Тетяна Косинцева         | Ліліт Мкртчян        | Наталя Погоніна                  | 168            | 11    |
| 11 | 2010 | Рієка             | Піа Крамлінг             | Вікторія Чміліте     | Моніка Соцько                    | 158            | 11    |
| 12 | 2011 | Тбілісі           | Вікторія Чміліте         | Антоанета Стефанова  | Еліна Даніелян                   | 158            | 11    |
| 13 | 2012 | Газіантеп         | Валентина Гуніна         | Тетяна Косинцева     | Анна Музичук                     | 103            | 11    |
| 14 | 2013 | Белград           | Хоанг Тхань Чанг         | Саломе Мелія         | Ліліт Мкртчян                    | 169            | 11    |
| 15 | 2014 | Пловдив           | Валентина Гуніна         | Тетьяна Косинцева    | Саломе Мелія                     | 116            | 11    |
| 16 | 2015 | Чакві             | Наталія Жукова           | Ніно Баціашвілі      | Аліна Кашлінська                 | 98             | 11    |
| 17 | 2016 | Мамая             | Анна Ушеніна             | Сабріна Вега         | Антоанета Стефанова              | 112            | 11    |
| 18 | 2017 | Рига              | Нана Дзагнідзе           | Олександра Горячкіна | Аліса Галлямова                  | 144            | 11    |
| 19 | 2018 | Високі Татри      | Валентина Гуніна         | Нана Дзагнідзе       | Анна Ушеніна                     | 144            | 11    |
| 20 | 2019 | Анталія           | Аліна Кашлінська         | Марі Себаг           | Елізабет Петц                    | 130            | 11    |
| 21 | 2021 | Ясси              | Еліна Даніелян           | Юлія Осьмак          | Олівія Кьолбаса                  | 117            | 11    |
| 22 | 2022 | Прага             | Моніка Соцько            | Гюнай Мамедзаде      | Ульвія Фаталієва                 | 123            | 11    |
| 23 | 2023 | Петроваць на Мору | Мері Арабідзе            | Олівія Кьолбаса      | Олександра Мальцевська           | 136            | 11    |
| 24 | 2024 | Родос             | Ульвія Фаталієва         | Наталія Букса        | Лейла Джавахішвілі               | 182            | 10    |

## Загальний залік призерів за країнами
| №  | Країна               | Gold | Silver | Bronze | Разом |
| -- | -------------------- | ---- | ------ | ------ | ----- |
| 1  | Росія                | 11   | 3      | 10     | 24    |
| 2  | Україна              | 2    | 2      | 0      | 4     |
| 3  | Хорватія             | 2    | 0      | 1      | 3     |
| 4  | Грузія               | 1    | 2      | 3      | 6     |
|    | Польща               | 1    | 2      | 3      | 6     |
| 6  | Німеччина            | 1    | 1      | 2      | 4     |
| 7  | Франція              | 1    | 1      | 0      | 2     |
|    | Ізраїль              | 1    | 1      | 0      | 2     |
|    | Румунія              | 1    | 1      | 0      | 2     |
| 10 | Нідерланди           | 1    | 0      | 0      | 1     |
|    | Сербія               | 1    | 0      | 0      | 1     |
|    | ФІДЕ                 | 1    | 0      | 0      | 1     |
| 13 | Бельгія              | 0    | 2      | 1      | 3     |
| 14 | Вірменія             | 0    | 1      | 2      | 3     |
| 15 | Азербайджан          | 0    | 1      | 0      | 1     |
|    | Білорусь             | 0    | 1      | 0      | 1     |
|    | Боснія і Герцеговина | 0    | 1      | 0      | 1     |
|    | Словаччина           | 0    | 1      | 0      | 1     |
|    | Чехія                | 0    | 1      | 0      | 1     |
|    | Іспанія              | 0    | 1      | 0      | 1     |
|    | Латвія               | 0    | 1      | 0      | 1     |
| 22 | Болгарія             | 0    | 0      | 1      | 1     |
|    | Угорщина             | 0    | 0      | 1      | 1     |
|    | Швеція               | 0    | 0      | 1      | 1     |

| №  | Країна      | Gold | Silver | Bronze | Разом |
| -- | ----------- | ---- | ------ | ------ | ----- |
| 1  | Росія       | 7    | 6      | 7      | 20    |
| 2  | Україна     | 5    | 2      | 2      | 9     |
| 3  | Грузія      | 2    | 3      | 4      | 9     |
| 4  | Швеція      | 2    | 0      | 0      | 2     |
| 5  | Литва       | 1    | 3      | 0      | 4     |
| 6  | Вірменія    | 1    | 2      | 3      | 6     |
| 7  | Болгарія    | 1    | 2      | 2      | 5     |
| 8  | Польща      | 1    | 1      | 3      | 5     |
| 9  | Азербайджан | 1    | 1      | 1      | 3     |
| 10 | Словенія    | 1    | 0      | 1      | 2     |
| 11 | Молдова     | 1    | 0      | 0      | 1     |
|    | Туреччина   | 1    | 0      | 0      | 1     |
| 13 | Нідерланди  | 0    | 2      | 0      | 2     |
| 14 | Іспанія     | 0    | 1      | 0      | 1     |
|    | Франція     | 0    | 1      | 0      | 1     |
| 16 | Греція      | 0    | 0      | 1      | 1     |
|    | Німеччина   | 0    | 0      | 1      | 1     |